# Caribookamelerna
Caribookamelerna var ett tjugotal kameler som användes som packdjur i British Columbia i Kanada under guldrushen i Cariboo under åren 1862 och 1863. 

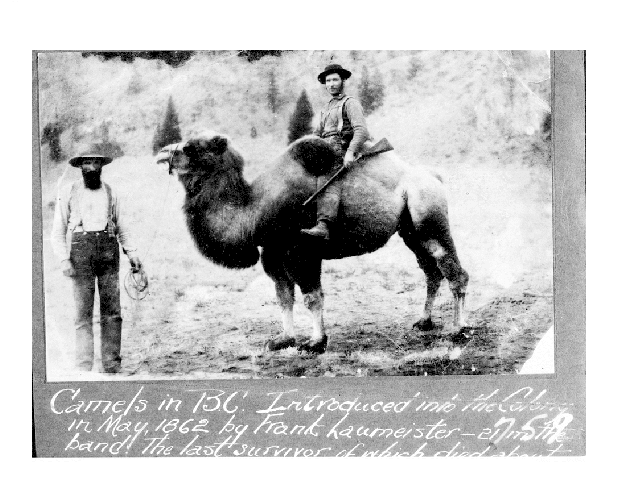
Kamelen "The Lady".

Även om försöket var misslyckat så är de nära nog legendariska i den lokala populärkulturen.
Historien började den 1 mars 1862 med en annons i lokaltidningen Victoria Colonist om kameler till försäljning. Säljaren, Otto Esche, var en affärsman från San Francisco. Kamelerna hade använts vid ett järnvägsbygge i Arizona och Esche hade använt dem som packdjur under guldrushen i Kalifornien.
Kamelerna transporterades till Victoria med ångaren Hermann och senare med  pråm till New Westminster och vidare till Port Douglas. Under maj månad flyttades de till samhället Lillooet som låg närmare guldgruvorna. De tycktes trivas i början och kunde bära bördor på upp till 300 kilogram – dubbelt så mycket som mulorna. Men deras fötter slets hårt och man var tvungen att sy skor åt dem.
I slutet av juni lämnade den första karavanen Lillooet på väg mot Fort Alexandria. Kamelerna ställde till problem längs vägen, diligenshästarna blev skrämda och kamelerna åt allt de kunde komma åt, kläder, hattar och till och med tvål. Tolv av de ursprungligen 23 kamelerna övervintrade i Quesnel Forks.
Året efter avbröts transporterna efter många klagomål och hot om rättsliga åtgärder och kamelerna pensionerades. Några hamnade på rancher som sällskapsdjur och andra dödades. Den sista kända kamelen, "The Lady", dog omkring år 1905, men kameler påstås ha synts till i området så sent som på 1950-talet.